# أوليفيا نوريس
أوليفيا نوريس هي منافسة ألعاب القوى ألمانية، ولدت في 17 سبتمبر 1983.

## وصلات خارجية
- أوليفيا نوريس على موقع الاتحاد الدولي لألعاب القوى (الإنجليزية)